# Любимовка (Татарстан)
 Любимовка  — деревня в Тетюшском районе Татарстана. Входит в состав городского поселения Тетюши.

## География
Находится в юго-западной части Татарстана на расстоянии приблизительно 3 км на северо-запад по прямой от районного центра города Тетюши.

## История
Известна с 1646 года.

## Население
Постоянных жителей насчитывалось в 1646 — 19, в 1782—108 (мужского пола), в 1859—269, в 1897—247, в 1908—522, в 1920—498, в 1926—419, в 1938—510, в 1949—420, в 1958—311, в 1970—204, в 1979—134, в 1989 — 69. Постоянное население составляло 32 человека (русские 94 %) в 2002 году, 15 в 2010.